# Tuc de Barlonguèra
El Tuc de Barlonguèra es un pico de los Pirineos con una altitud 2802 metros, situado en la frontera entre España y Francia.

## Descripción
El Tuc de Barlonguèra está situado en la cadena montañosa que limita  la zona norte del Valle de Arán en la provincia de Lérida (España) con la zona sur del cantón de Castillon-en-Couserans en el Departamento de Arieja (Francia). Es una de las mayores cimas juntamente con el Tuc de Mauberme (2880 m) y el Tuc der Òme (2732 m) que conforman la frontera entre el Valle de Arán y Francia . 